# Gruppo scout
Un gruppo scout è l'insieme verticale di più unità scout, legate ad uno stesso luogo e caratterizzate dalla progressione dei ragazzi e ragazze fra le varie unità al crescere d'età.
Nello scautismo di lingua italiana di solito queste unità sono: 
- Branco/Cerchio
- Reparto
- Clan/Fuoco o Compagnia

In un gruppo scout vi è di solito un certo numero di capi proporzionato al numero dei ragazzi iscritti. Può però verificarsi il caso in cui qualcuna delle unità manchi, perché il gruppo è stato costituito da poco tempo oppure per carenza di iscrizioni. Se nel giro di qualche anno la situazione non si risolve, di solito si ricorre alla fusione con un altro gruppo vicino.

## Aspetti educativi
La dimensione del gruppo è importante, poiché il percorso educativo sia uniforme in tutte le branche ed i ragazzi non subiscano sconvolgimenti metodologici nel passaggio dall'una all'altra. Infatti è bene che alcune attività durante l'anno siano fatte tutti insieme, proprio per favorire la conoscenza reciproca.
A dispetto di ciò, non in tutte le associazioni del mondo esiste questo tipo di organizzazione. Ad esempio le unità dei Boy Scouts of America sono indipendenti le une dalle altre.

## Nome e simbolo
Il nome del gruppo è costituito dalla località in cui ha sede e da un numero d'ordine (ad esempio "Roma 5"), che normalmente segue una progressione logica. Eccezioni si possono avere quando bisogna scegliere il nome di due gruppi che si fondono, dando vita ad uno solo, ed in questi casi si sommano i due numeri precedenti (per esempio, 2+4=6) oppure li si mettono uno dopo l'altro (per esempio, 2+4=24). Si può anche inserire il numero dei capi fondatori (per esempio, "Legnano 9").
Il simbolo più evidente dell'appartenenza ad un gruppo è il fazzolettone. Normalmente, tutti i suoi iscritti, dai lupetti ai capi, lo portano uguale, con gli stessi colori. Tuttavia alcuni gruppi o alcune intere associazioni hanno il fazzolettone di branca. Esiste poi il distintivo da cucire sulla camicia scout, sul quale è scritto per esteso il nome del gruppo.

### Caratteristiche dei gruppi scout nelle associazioni italiane

#### Associazione Guide e Scouts Cattolici Italiani
Nell'AGESCI ogni gruppo deve sempre avere una Comunità Capi, composta da tutti gli adulti in servizio educativo, che ha la responsabilità educativa del gruppo. Un gruppo AGESCI ha un Capo Gruppo ed una Capo Gruppo, che congiuntamente hanno la rappresentanza legale del gruppo.

#### Corpo Nazionale Giovani Esploratori ed Esploratrici Italiani
L'articolo G1 del regolamento associativo del CNGEI definisce il gruppo come:
1. la minima entità educativa in quanto, nel suo interno, si realizza la continuità della progressione e l'unità del processo educativo nelle tre branche e quindi sviluppa un Progetto Educativo Globale del quale sono responsabili tutti gli educatori del Gruppo;
2. la minima entità formativa in quanto, al suo interno si sviluppa la formazione degli adulti che hanno dato la propria disponibilità a svolgere un servizio educativo e prosegue "sul campo" la cosiddetta "formazione permanente" degli educatori;
3. la minima entità gestionale in quanto ogni Gruppo ha la responsabilità della gestione sia delle risorse umane, che di quelle economiche (attrezzature, sede, ecc.) e le utilizza secondo le necessità e le priorità stabilite nel Consiglio di Gruppo, in armonia con la Sezione;
4. la minima entità di rapporto con il territorio in quanto il Gruppo ha come punto di riferimento il quartiere, la circoscrizione o la comunità locale in cui opera e stabilisce funzionalmente relazioni di collaborazione con quell'ambiente e con le altre realtà esistenti sul territorio;
5. la minima entità di sviluppo in quanto programma, al proprio interno, lo sviluppo quantitativo e qualitativo sia delle unità sia dei Capi ed agisce come livello di base per la diffusione dello scautismo.»

Il livello organizzativo al di sopra del gruppo è la sezione. La riunione di tutti i capi si chiama consiglio di gruppo ed è coordinata ed animata dal capo gruppo.
Normalmente nel CNGEI un gruppo viene aperto per iniziativa di una sezione che ha un numero di iscritti elevato e che quindi ha la possibilità di espandersi sul territorio. A volte invece si verifica l'occasione che in una città ci siano le basi per far nascere un gruppo nuovo, per iniziativa di un certo numero di adulti oppure per il passaggio da un'altra associazione scout. In questo caso, se nessuna delle sezioni limitrofe ha le risorse necessarie per seguirlo, esso può iniziare il suo cammino come gruppo autonomo alle dipendenze dirette del commissario regionale, stilando un progetto con l'obiettivo di diventare al più presto sezione.

#### Scouts d'Europa
Nell'Associazione Italiana Guide e Scouts d'Europa Cattolici la comunità di educatori responsabile del Gruppo è il Consiglio di Gruppo, composto dal Capo Gruppo, dall'Assistente di Gruppo, dal rappresentante dell'Ente promotore, dai Capi ed Assistenti delle singole Unità, da tutti i Soci dirigenti in servizio nel Gruppo e da un rappresentante delle famiglie per ciascuna Unità.
La Direzione di Gruppo si occupa delle gestione corrente del Gruppo ed è composta dal Capo Gruppo, dai Capi Unità e dagli Assistenti Spirituali del Gruppo. Oltre a ciò, la Direzione di Gruppo intrattiene rapporti con le istituzioni locali amministrative ed ecclesiali
Il Capo Gruppo ed i Capi Unità hanno uno o più Aiuti che collaborano con loro nella organizzazione delle attività.